# Porticella di via Marsala
La Porticella di via Marsala era una delle porte del muro di cinta di Altamura. Oggi non è più visibile essendo stata completamente demolita (probabilmente nel corso dell'Ottocento). Era situata a media distanza tra la Porta del Carmine e Porta Santa Teresa. Condivideva il nome di "porticella" (cioè porta piccola) con un'altra porta dello stesso muro di cinta, e cioè la Porta dei Martiri, dal momento che erano entrambe delle porte di accesso secondarie della città.